# Iglesia de San Pedro (Olopte)
La iglesia de San Pedro de Olopte (en catalán Sant Pere d'Olopte) se encuentra en lo alto de un pequeño promontorio a la izquierda de la entrada del pueblo de Olopte, en la provincia de Gerona, Cataluña (España).
La parroquia estaba originalmente bajo la advocación de San Félix, y como muchas de las iglesias de esta zona está documentada en el acta de consagración de finales del siglo X de la Seo de Urgel.

## Edificio
La nave es de planta rectangular con un ábside semicircular con cubierta de bóveda apuntada. Hacia el siglo XVII se le añadieron dos capillas formando un crucero.
La puerta de entrada se compone de cinco arquivoltas. Tres de planta rectangular alternándose con otras dos de columnas, los capiteles están labrados con palmas, piñas y hojas de acanto. En los arcos pueden verse las figuras de Adán y Eva en su arranque y entre ambas figuras siete cabezas humanas y dos piñas.
En el ábside exteriormente puede verse, en su parte superior un friso de dientes de sierra sobre ménsulas esculpidas.
Tiene un campanario de torre bastante posterior a su construcción inicial, que se cree fue a finales del siglo XII.
Procedente de esta iglesia se conserva, en el Museo Nacional de Arte de Cataluña, en Barcelona, una talla policromada de finales del siglo XII, de una Virgen con Niño.